# John Björkengren
John Björkengren, né le 9 décembre 1998 à Falkenberg en Suède, est un footballeur suédois, qui évolue au poste de milieu défensif au Randers FC.

## Biographie

### Falkenbergs FF
Né à Falkenberg en Suède, John Björkengren est formé par le club local du Falkenbergs FF, qu'il rejoint en 2012 à l'âge de 13 ans. Le 4 janvier 2017, il est promu en équipe première et signe en même temps un contrat de trois ans. Björkengren joue son premier match en professionnel lors d'une rencontre de Svenska Cupen le 18 février 2017, face au Ytterhogdals IK, contre qui son équipe s'impose (0-3). Le club évolue dans le Superettan lorsqu'il fait sa première apparition en championnat, le 21 mai 2017, face au Dalkurd FF, contre qui son équipe s'impose sur le score de deux buts à zéro.
Il découvre l'Allsvenskan, l'élite du football suédois, lors de la saison 2019. Il joue son premier match le 31 mars 2019, lors de la première journée, face à l'Örebro SK. Il se distingue ce jour-là en inscrivant également son premier but dans l'élite, une réalisation qui permet à son équipe de remporter la partie (1-0).

### US Lecce
Le 4 octobre 2020 est annoncé le transfert de John Björkengren à l'US Lecce,, club venant d'être relégué en Serie B. D'autres clubs convoitaient le joueur mais l'intérêt de Lecce était plus sérieux. Il joue son premier match sous ses nouvelles couleurs le 16 octobre 2020, en étant titularisé lors d'une défaite face au Brescia Calcio, en championnat (3-0).

### Randers FC
Le 7 août 2023, John Björkengren quitte définitivement l'US Lecce afin de s'engager en faveur du Randers FC. Il signe un contrat de quatre ans, soit jusqu'en juin 2027.
Björkengren marque son premier but pour Randers le 10 novembre 2023, lors d'une rencontre de championnat face au Silkeborg IF. Il est titularisé ce jour-là et ouvre le score mais les deux équipes se neutralisent finalement (1-1 score final).

### En sélection
John Björkengren compte deux sélections avec l'équipe de Suède des moins de 20 ans, toutes les deux obtenues en 2017.
John Björkengren fête sa première sélection avec l'équipe de Suède espoirs le 22 mars 2019, face à la Russie. Il est titulaire et joue l'intégralité de cette rencontre perdue par les siens sur le score de deux buts à zéro.